# Marko Biskupovic
Marko Andrés Biskupović Venturino (ur. 30 czerwca 1989) – chilijski piłkarz chorwackiego pochodzenia grający na pozycji obrońcy. Obecnie jest piłkarzem CD Universidad Católica.
22 marca 2012 roku zadebiutował w reprezentacji Chile w meczu towarzyskim z Peru.